# 追兇20年
《追兇20年》（英語：Nude Fear）是一部由麥兆輝執導的1998年香港恐怖驚悚電影，由周海媚、謝君豪及張達明主演，李璨琛特別演出。1998年4月23日在香港上映，票房收入達391萬港元。

## 演員
- 周海媚 飾 陳靜宜
- 謝君豪 飾 黃永年
- 張達明 飾 步驚魂
- 李璨琛 飾 李頌明
- 蕭瀟 飾 張詩薇
- 區滿材 飾 陳靜宜之上司
- 彭秀慧 飾 黃太
- 鄒凱光 飾 法醫官
- 鄺潔楹 飾 黃永年之女兒盈盈[註 1]

## 外部連結
- 香港影庫上《追兇20年》的資料（繁體中文）
- 豆瓣电影上《追兇20年》的資料 （简体中文）
- 互联网电影数据库（IMDb）上《追兇20年》的资料（英文）